# Bahnhof Piène

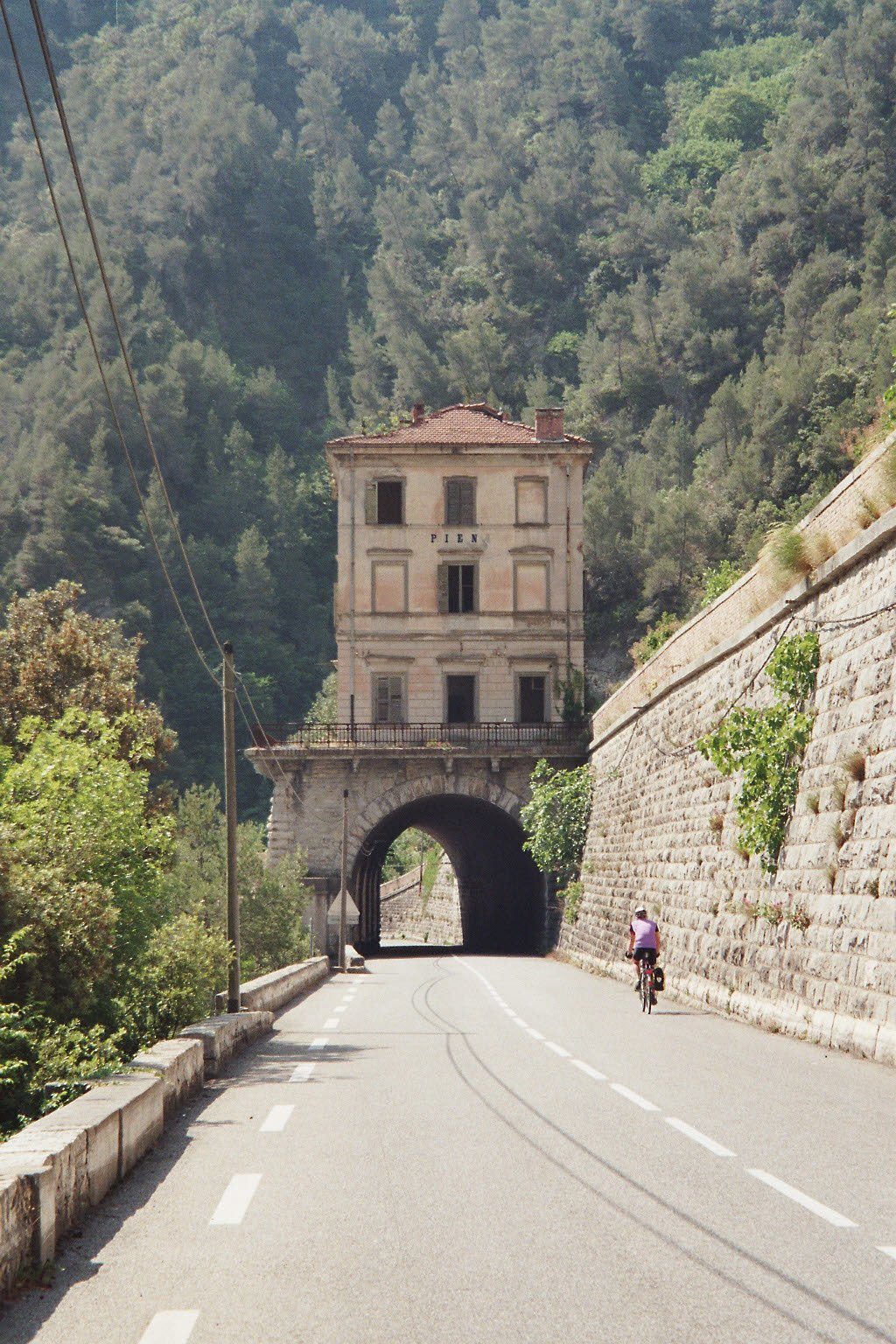
Empfangsgebäude des Bahnhofs Piène

Der Bahnhof Piène (fr: Gare de Piène, it: Stazione di Piena) ist ein stillgelegter ehemaliger Grenzbahnhof im französischen Département Alpes-Maritimes in der Region Provence-Alpes-Côte d’Azur.

## Lage

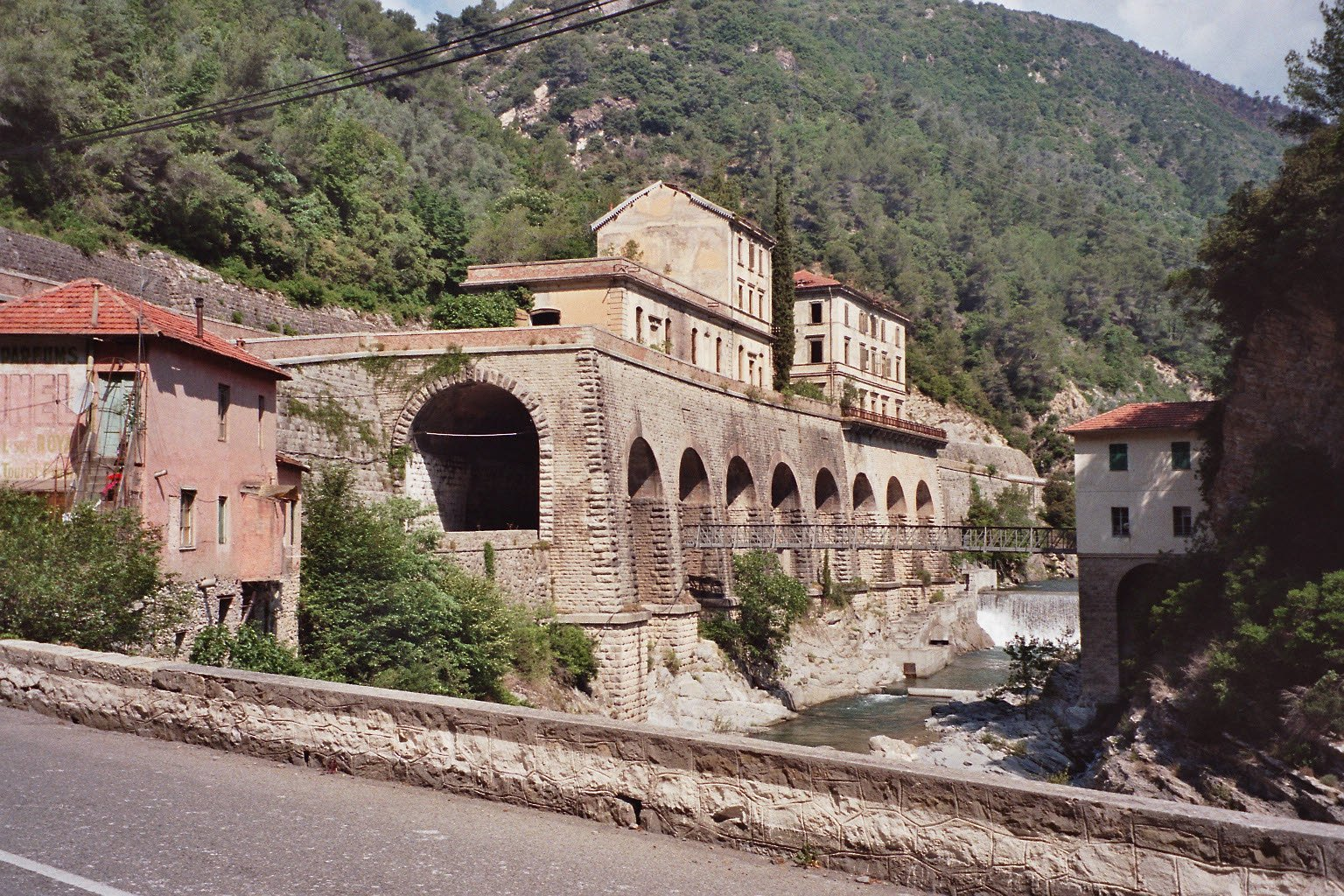
Bahnhofs- und Grenzabfertigungsgebäude auf der Galerie über der Straße D 6204

Der Bahnhof liegt bei km 82,308 der Tendabahn, die die italienischen Städte Cuneo und Ventimiglia durch französisches Territorium hindurch miteinander verbindet. Er
wurde am Weiler Piène-Basse angelegt, der seit 1947 zur Gemeinde Breil-sur-Roya gehört. Er liegt oberhalb der Ortschaft am westlichen Hang des Tals der Roya. Aufgrund der Trassenführung und der beengten Platzverhältnisse wurde das Empfangsgebäude auf einer Galerie über der Straße errichtet.

## Geschichte und Beschreibung
Am 6. Juni 1904 schlossen Frankreich und Italien einen Vertrag zum Bau einer Bahn von Cuneo nach Nizza mit einer Zweigstrecke nach Ventimiglia. 1909 wurde mit dem Bau der Tendabahn begonnen, 1915 erreichten die Arbeiten den damals noch italienischen Ort Piena. Als Folge des Ersten Weltkriegs wurde der Bahnhof jedoch erst am 30. Oktober 1928 eingeweiht und tags darauf für den Personenverkehr eröffnet. Die Infrastruktur gehörte der französischen Eisenbahngesellschaft P.L.M., Züge und Zugpersonal stellte die italienische Staatsbahn FS.
Von italienischer Seite wurde der Beschluss gefasst, den Abschnitt von Ventimiglia bis Piena zu elektrifizieren. Am 15. Mai 1931 wurde der elektrische Betrieb (Dreiphasen-Wechselstrom, 3,6 kV, 16⅔ Hz) aufgenommen. Da diese Maßnahme auf französischer Seite aus militärischen Erwägungen zunächst unterblieb, mussten in Piena die Lokomotiven gewechselt werden. Für das Wenden der italienischen Dampfloks stand dort keine Drehscheibe zur Verfügung, weshalb man auf die Tender-Baureihe 940 zurückgriff. Erst am 21. April 1935 wurde der durchgehende elektrische Betrieb aufgenommen.

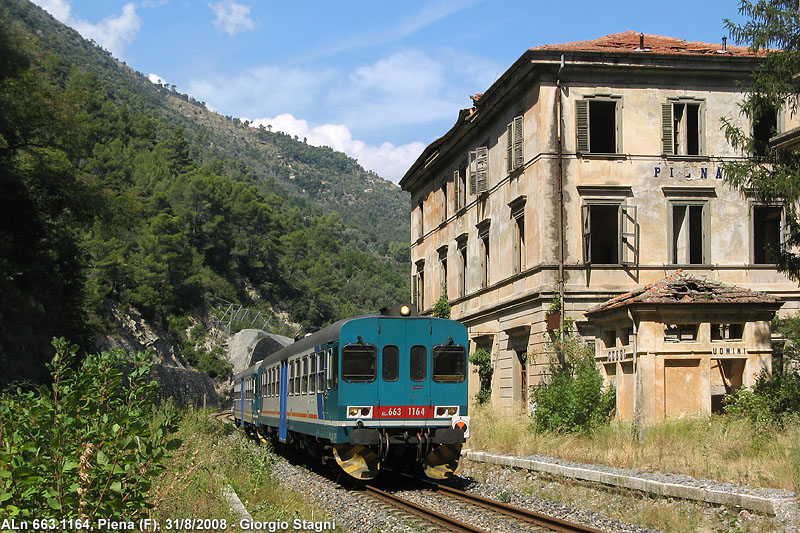
Gleisseite mit durchfahrendem FS-Triebwagen des Typs ALn 663 (2008)

Nach dem Rückzug der deutschen Besatzer aus dem Rojatal wurde der Bahnhof am 12. September 1944 geschlossen. Mit der Verschiebung der Grenze aufgrund des Pariser Vertrags (10. Februar 1947) und einer Abstimmung unter der örtlichen Bevölkerung am 12. Oktober 1947 kam Piena als Piène zu Frankreich. Damit entfiel der Zweck des Bahnhofs als Grenzbahnhof, weshalb ihn die französische Staatsbahn SNCF als Nachfolger der P.L.M. nicht wieder eröffnete.
Die Gleisanlagen wurden rückgebaut, lediglich das Streckengleis am ehemaligen Hausbahnsteig verblieb. Der Bahnhof wird heute von den Zügen der FS ohne Halt durchfahren.